# Homophobia (phim)
Homophobia là một bộ phim ngắn năm 2012 của Áo do Gregor Schmidinger đạo diễn và được sản xuất bởi Schmidinger và Julian Wiehl. Bộ phim đã được công chiếu tại Vienna vào ngày 11 tháng 5 năm 2012 và được phát hành trực tuyến vào ngày 14 tháng 5 năm 2012 như là một đóng góp cho Ngày Quốc tế Chống kì thị đồng tính, song tính và chuyển giới vào ngày 17 tháng 5 năm 2012. Bộ phim có sự tham gia của Michael Glantschnig, Josef Mohamed, Günther Sturmlechner và Harald Bodingbauer. Homophobia lấy bối cảnh vào những năm 1990 trong ngày đông chí, và kể về một người lính trẻ người Áo, Michael (do Glantschnig thủ vai), người cố gắng tự tử bằng súng, vì bắt nạt đồng tính luyến ái của mình, trong quan sát ở biên giới Áo-Hung đêm cuối cùng của nghĩa vụ quân sự bảy tuần.

## Nội dung
Theo  Vangardist , bộ phim lấy bối cảnh những năm 1990 trong đông chí và cho thấy "sự tương phản [của] thế giới siêu nam tính của nghĩa vụ quân sự". Nó bắt đầu bằng một cảnh vào ban đêm, cho thấy Raphael (do Josef Mohamed thủ vai) đẩy một khẩu súng vào miệng Michael (do Michael Glantschnig thủ vai); cả hai đều mặc quân phục s. Bộ phim sau đó giới thiệu với Michael, một người lính trẻ, đồng tính người Áo, trong trại quân đội, người thức dậy, nôn vào nhà vệ sinh và bắt đầu khóc. Bước vào phòng tắm để tắm, Jürgen (do Günther Sturmlechner thủ vai) giữ anh ta từ phía sau trong khi Raphael dội nước lạnh vào anh ta. Sau khi ném Jürgen xuống sàn, Michael biến mất đến cloakroom. Jürgen tiếp cận anh ta một lần nữa và tuyên bố sẽ biết "tất cả về [bí mật nhỏ] của anh ta", đồng tính luyến ái của anh ta, trong khi anh ta chạm vào cơ thể của Michael, và sau đó ném anh ta vào tường. Khi được hỏi bởi sĩ quan chỉ huy (do Harald Bodingbauer thủ vai) về kết quả vết thương trên lông mày của mình, Michael nói dối, nói với anh rằng anh ta bị trượt trong phòng tắm. Chuẩn bị cho một chiếc đồng hồ ở biên giới Áo-Hung vào đêm cuối cùng của một nghĩa vụ quân sự kéo dài bảy tuần, Michael nghe Jürgen nói đùa về đồng tính luyến ái với hai đồng đội trung đội.
Michael cuối cùng cũng đến với người bạn đời Raphael tại một căn lều trong rừng để theo dõi tám tiếng đồng hồ. Sau đó, khi họ ngồi cùng nhau trên một ngân hàng, Raphael bắt đầu nói về bạn gái của mình, nhưng dường như không chắc chắn về khuynh hướng tình dục của mình. Anh ta cũng xin lỗi vì hành vi xấu của mình đối với Michael và đưa cho anh ta một điếu thuốc. Sau khi hút cần sa với Raphael, Michael, người trải qua cơn sốt từ ma túy, cố gắng hôn anh ta. Raphael chống đỡ anh ta một cách tích cực. Sau đó, Michael lấy súng của mình và bỏ đi, đầu tiên chỉ vào Raphael, và sau đó muốn thực hiện Phương pháp tự sát#Súng tự sát bằng cách tự bắn mình vì bị bắt nạt bởi những người lính của mình. Một Raphael tuyệt vọng yêu cầu Michael đặt khẩu súng xuống, và cuối cùng cũng xoay xở để lấy vũ khí ra khỏi tay anh ta. Michael sau đó ngã xuống đất và bắt đầu khóc. Bộ phim kết thúc với cảnh Raphael ôm chầm lấy anh.

## Bối cảnh và sản xuất
Trước khi phát hành  Homophobia , Schmidinger đã phát hành bộ phim ngắn có chủ đề đồng tính The Boy Next Door vào năm 2008, một trong những nguồn cảm hứng của anh ấy về  Homophobia  là tự tử của Jamey Rodemeyer vào năm 2011, do bị bắt nạt do đồng tính luyến ái của anh ấy, và một video mà Rodemeyer đã gửi cho 501 (c) 3 trên Internet phi lợi nhuận Dự án tốt hơn. Một cuộc gọi casting cho bộ phim đã được phát hành trực tuyến, với các diễn viên gửi video "động lực" nêu rõ lý do tại sao họ muốn tham gia diễn viên. Mặc dù tiêu đề của bộ phim được khán giả coi là chung chung, nhưng ông Schmidinger bảo vệ nó vì nó "cung cấp một cách tiếp cận đối tượng rộng hơn với một từ duy nhất: tối ưu hóa công cụ tìm kiếm đáp ứng nghệ thuật".
Bộ phim được quay ở khu vực có rừng ở bên ngoài và bên trong nhà máy thuốc lá trước đây ở Linz, Áo với máy ảnh Canon EOS C300. Tiền cho sản xuất được huy động chủ yếu thông qua gây quỹ cộng đồng trên Indiegogo, trong đó tổng cộng $10.100 đã được cam kết trong 69 ngày.
Để quay phim, Canon EOS C300 đã được chọn vì khả năng quay các cảnh thiếu sáng và độ sắc nét của máy ảnh. Máy phát điện xe tải đã được sử dụng cho một số chuỗi ánh sáng yếu. Với sự hỗ trợ của thị trưởng địa phương, bộ phim được quay tại một nhà máy thuốc lá cũ ở Linz đã được chuyển thể thành phim chủ nhà và các tác phẩm nghệ thuật khác, và khu rừng xung quanh nó. Một số cảnh có khuôn mặt của các diễn viên rất gần với máy quay. Để quay cảnh phòng tắm, một số diễn viên nam phải khỏa thân. Tiền cho việc sản xuất bộ phim đã được quyên góp thông qua gây quỹ cộng đồng trên trang web Indiegogo, nơi $ 10.100 được quyên góp trong 69 ngày. Những người quyên góp được mời là một phần "năng động" của dự án và ghé thăm diễn đàn Facebook, nơi họ có thể xem xét việc sản xuất đang diễn ra và đưa ra đề xuất. Dự án cũng được hỗ trợ tài chính bởi tổ chức Queeren Kleinprojektetopf ở Vienna. Thu nhập phòng vé đã được quyên góp cho dự án It Gets Better.
Homophobia ban đầu dự định có một kết thúc có hậu, nhưng nó đã bị xóa bởi Schmidinger. Trong một cuộc phỏng vấn, anh thú nhận, "một kết thúc có phần không phù hợp với tôi.... Kết thúc có hậu của phim truyện không bao giờ thực sự xảy ra trong cuộc sống thực. Tuy nhiên, tôi nghĩ và hy vọng rằng khán giả sẽ được tích cực cảm giác ở cuối phim." Trong đoạn video hậu trường, có tiết lộ rằng cảnh cuối cùng là cảnh Michael và Raphael gặp gỡ như những người bạn tại một nhà ga sau khi họ thực hiện nghĩa vụ quân sự.

## Phát hành
—Schmidinger nói về Homophobia trên FM4.
Homophobia' buổi ra mắt là một sự kiện đặc biệt tại Gartenbaukino ở Vienna vào ngày 11 tháng 5 năm 2012 vào khoảng 21:00n. Khán giả bao gồm những người ủng hộ bộ phim và mời khách từ chính trị, truyền thông và kinh doanh. Một chợ thịt, "Homophobia không được mời", cũng được ra mắt hỗ trợ cho việc phát hành bộ phim. Homophobia đã được tải lên kênh YouTube của Schmidinger vào ngày 14 tháng 5 năm 2012 như là một đóng góp cho Ngày quốc tế chống kì thị đồng tính, sing tính và chuyển giới vào ngày 17 tháng 5 năm 2012. Nó cũng được dự định sẽ được trình chiếu trong các trường học để "tạo điều kiện cho một cuộc đối thoại về chứng sợ đồng tính và tự chấp nhận," và đã được trao cả offline và online cho các liên hoan phim khác. Với mục đích tiếp thị, Manuel Dünfründt được thuê làm công khai.
Response to the "abrupt" and "gloomy" ending was primarily negative.

## Tranh cãi
Vào tháng 2 năm 2017, cảnh phòng tắm đã gây ra tranh cãi vì có thể có một người đàn ông 25 tuổi ở phía sau, được biết đến với cái tên Harald Z. Dưới bí danh của Harald Hitler, anh ta đã bị bắt vào tháng đó vì đã tôn vinh Adolf Hitler, bằng cách mạo danh anh ta trong Braunau am Inn, một hành vi phạm tội bị trừng phạt ở Áo. Khi được phỏng vấn bởi tạp chí  Vice , Schmidinger trả lời: "Chúng tôi nghĩ rằng anh ấy là như vậy. Chúng tôi không thực sự biết anh ấy và không liên lạc với anh ấy sau buổi ra mắt [phim] năm 2012. Vào thời điểm đó, chúng tôi đã tìm kiếm trực tuyến phụ và anh ấy đã xuất hiện. Chúng tôi chỉ hơi bối rối. " Harald Z. được ghi là một phần của bộ phim diễn viên.